# Superliga 2008-2009 (Slovacchia)
L'edizione 2008-09 della Superliga (chiamata anche Corgoň Liga per motivi di sponsorizzazione) vide la vittoria finale dello Slovan Bratislava.
Capocannoniere del torneo fu Pavol Masaryk (Slovan Bratislava) con 15 reti.

## Classifica finale
|    | Classifica          | G  | V  | N  | P  | GF | GS | DR  | Pti |
| -- | ------------------- | -- | -- | -- | -- | -- | -- | --- | --- |
| 1  | Slovan Bratislava   | 33 | 21 | 7  | 5  | 69 | 25 | +44 | 70  |
| 2  | Žilina              | 33 | 18 | 8  | 7  | 56 | 26 | +30 | 62  |
| 3  | Spartak Trnava      | 33 | 15 | 10 | 8  | 45 | 38 | +7  | 55  |
| 4  | VSS Košice          | 33 | 14 | 10 | 9  | 48 | 42 | +6  | 52  |
| 5  | Ružomberok          | 33 | 12 | 11 | 10 | 48 | 33 | +15 | 47  |
| 6  | Artmedia Petržalka  | 33 | 12 | 11 | 10 | 50 | 38 | +12 | 47  |
| 7  | Tatran Prešov       | 33 | 10 | 11 | 12 | 40 | 50 | -10 | 41  |
| 8  | Dubnica             | 33 | 10 | 7  | 16 | 43 | 49 | -6  | 37  |
| 9  | DAC Dunajská Streda | 33 | 9  | 9  | 15 | 32 | 59 | -27 | 36  |
| 10 | Dukla B.B.          | 33 | 9  | 8  | 16 | 30 | 39 | -9  | 35  |
| 11 | Nitra               | 33 | 9  | 8  | 16 | 34 | 53 | -19 | 35  |
| 12 | ViOn Z.M.           | 33 | 5  | 8  | 20 | 21 | 63 | -42 | 23  |

### Verdetti
- Slovan Bratislava campione di Slovacchia 2008-09.
- Slovan Bratislava ammesso al secondo turno "Campioni" della UEFA Champions League 2009-2010.
- MŠK Žilina ammesso al secondo turno preliminare della UEFA Europa League 2009-2010
- FC Spartak Trnava ammessa al primo turno preliminare della UEFA Europa League 2009-2010
- FK ViOn Zlaté Moravce retrocesso in II. liga.

## Statistiche e record

### Classifica marcatori
| Gol |  |  | Giocatore       | Squadra                               |
| --- |  |  | --------------- | ------------------------------------- |
| 15  |  |  | Pavol Masaryk   | Slovan Bratislava                     |
| 12  |  |  | Ján Novák       | VSS Košice                            |
| 11  |  |  | Miloš Lačný     | Ružomberok                            |
| 11  |  |  | Juraj Halenár   | Slovan Bratislava/ Artmedia Petržalka |
| 11  |  |  | Léonard Kweuke  | DAC Dunajská Streda                   |
| 11  |  |  | Adauto          | Žilina                                |
| 10  |  |  | Tomáš Oravec    | Žilina/ Artmedia Petržalka            |
| 9   |  |  | Ján Kozák       | Slovan Bratislava/ Artmedia Petržalka |
| 9   |  |  | Jakub Sylvestr  | Slovan Bratislava/ Artmedia Petržalka |
| 9   |  |  | Róbert Rák      | Nitra                                 |
| 9   |  |  | Emil Rilke      | Žilina                                |
| 9   |  |  | Mouhamadou Seye | Dubnica                               |

### Capoliste solitarie
- Dalla 5ª giornata all'11ª giornata:  VSS Košice
- Dalla 14ª giornata alla 33ª giornata:  Slovan Bratislava

### Record
- Maggior numero di vittorie:  Slovan Bratislava (21)
- Minor numero di sconfitte:  Slovan Bratislava (5)
- Migliore attacco:  Slovan Bratislava (69 gol fatti)
- Miglior difesa:  Slovan Bratislava (25 gol subiti)
- Miglior differenza reti:  Slovan Bratislava (+44)
- Maggior numero di pareggi:  Ružomberok,  Artmedia Petržalka e  Tatran Prešov (11)
- Minor numero di pareggi:  Slovan Bratislava e  Dubnica (7)
- Minor numero di vittorie:  ViOn Z.M. (5)
- Maggior numero di sconfitte:  ViOn Z.M. (20)
- Peggiore attacco:  ViOn Z.M. (21 gol fatti)
- Peggior difesa:  ViOn Z.M. (63 gol subiti)
- Peggior differenza reti:  ViOn Z.M. (-42)